# Jófríður Ákadóttir
Jófríður Ákadóttir, née le 4 août 1994 à Reykjavík en Islande, est une chanteuse, compositrice et multi-instrumentiste islandaise. Elle est connue sous le nom « JFDR » en tant que créatrice des groupes Samaris et Pascal Pinon. Elle a chanté et enregistré avec de nombreux artistes, et a aussi composé de la musique pour le cinéma et la télévision.

## Biographie

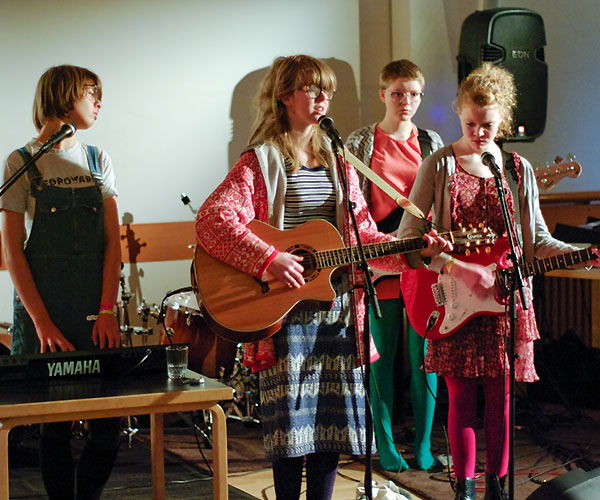
Pascal Pinon en 2009 à Reykjavík.

Elle forme le groupe Pascal Pinon en 2009 à l'âge de 14 ans, avec sa sœur jumelle Ásthildur, Halla Kristjánsdóttir, et Kristín Ylfa Hólmgrímsdóttir. Elles sortent un album auto-produit, qui sera distribué par le label Morr Music en 2010. En 2013, le groupe devenu un duo sort un nouvel album intitulé Twosomeness.
Jófríður, Áslaug Rún Magnúsdóttir et Þórður Kári Steinþórsson forment le groupe Samaris en 2011. Ils remportent le trophée Icelandic Músíktilraunir en 2011, et sortent un EP intitulé Hljóma Þú qui remporte un prix Icelandic Kraumur.

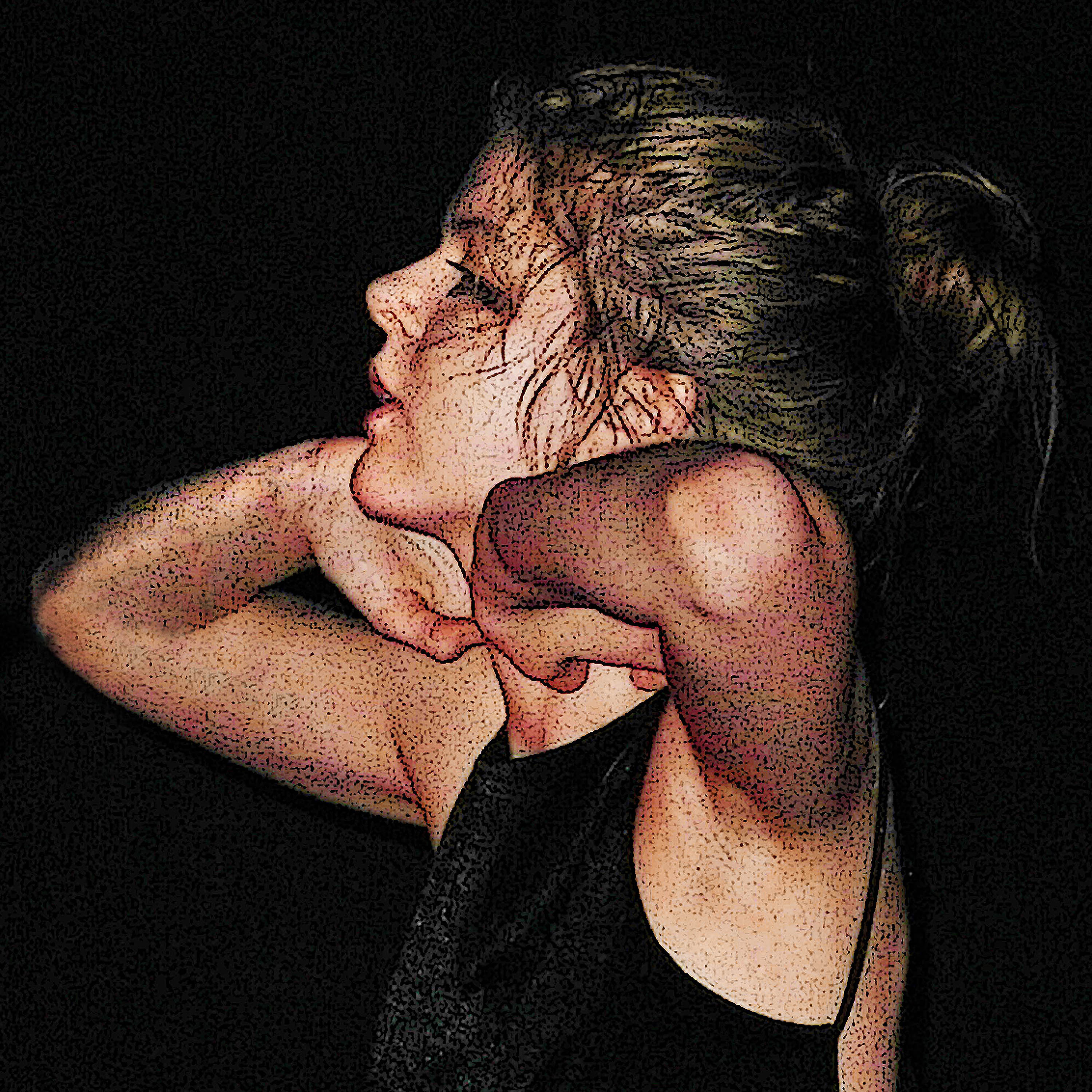
Jófríður Ákadóttir avec Samaris en 2012.

En 2017 elle sort un album solo, produit avec Shahzad Ismaily. Elle est nommée artiste de l'année 2018 par le magazine Reykjavík Grapevine.

## Collaborations
Jófríður a collaboré avec Low Roar, Lapalux, Daníel Bjarnason, Damien Rice, Aaron Roche, Nini Julia Bang, Sin Fang, Birnir, Max Sokolinski, Kreld, Aves, Örvar Smárason, Strange Boy, et Penelope Trappes,. En décembre 2020 elle se produit avec Ólafur Arnalds dans la vidéo A Sunrise Session.

## Albums
- 2009 : Pascal Pinon
- 2011 : Hljóma Þú
- 2013 : Twosomeness
- 2016 : Sundur
- 2017 : Brazil
- 2018 : JFDR - White Sun Live. Part I : Strings
- 2020 : Dream On
- 2020 : New Dreams
- 2023 : Museum

## Musiques de film, télévision et autres
Jófríður a composé pour le cinéma et la télévision, notamment pour le court-métrage de Dakota Fanning Hello Apartment, le film de Silja Hauksdóttir's  Agnes Joy, et le film de  Marteinn Thorsson’s Backyard Village,. Elle a aussi composé la musique de la série télévisée Systrabönd. Elle interprète la musique du jeu vidéo Death Stranding (2019). En 2022 elle écrit la musique pour la série Randalín og Mundi: Dagar í desember (24 episodes).